# Liste der Gemeindeverbände im Département Creuse
Das Département Creuse liegt in der Region Nouvelle-Aquitaine in Frankreich. Es untergliedert sich in zehn Gemeindeverbände.
Siehe auch: Liste der Gemeinden im Département Creuse

## Gemeindeverbände

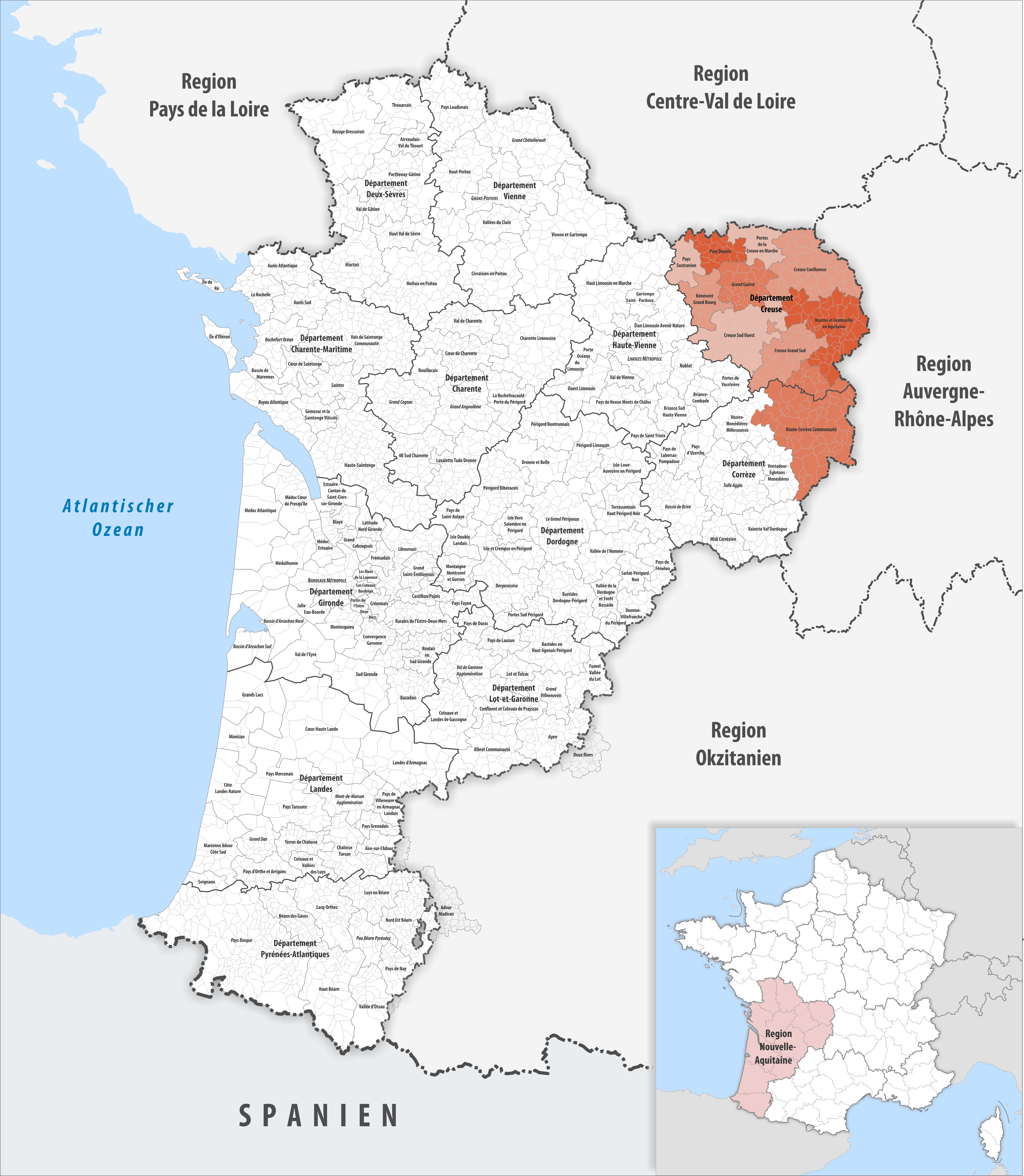
Gemeindeverbände im Département Creuse

| Gemeindeverband                   | Gemeinden im Départ./Verband | Einwohner 1. Januar 2022 | Fläche km² | Dichte Einw./km² | SIREN- Nummer | Rechtsform                 | Gründungsdatum     |
| --------------------------------- | ---------------------------- | ------------------------ | ---------- | ---------------- | ------------- | -------------------------- | ------------------ |
| Bénévent-Grand-Bourg              | 16/16                        | 6.785                    | 389,41     | 17               | 242 320 000   | Communauté de communes     | 13. Juli 2000      |
| Creuse Confluence                 | 41/41                        | 16.479                   | 985,26     | 17               | 200 067 544   | Communauté de communes     | 2. November 2016   |
| Creuse Grand Sud                  | 26/26                        | 11.509                   | 612,63     | 19               | 200 044 014   | Communauté de communes     | 20. Dezember 2013  |
| Creuse Sud Ouest                  | 43/43                        | 13.483                   | 908,56     | 15               | 200 067 189   | Communauté de communes     | 2. November 2016   |
| Grand Guéret                      | 25/25                        | 28.450                   | 480,63     | 59               | 200 034 825   | Communauté d’agglomération | 27. November 2012  |
| Haute-Corrèze Communauté          | 11/71                        | 31.994                   | 1.784,59   | 18               | 200 066 744   | Communauté de communes     | 15. September 2016 |
| Marche et Combraille en Aquitaine | 50/50                        | 13.041                   | 964,78     | 14               | 200 067 593   | Communauté de communes     | 2. November 2016   |
| Pays Dunois                       | 17/17                        | 6.979                    | 339,51     | 21               | 242 320 109   | Communauté de communes     | 3. Dezember 2002   |
| Pays Sostranien                   | 10/10                        | 10.203                   | 273,29     | 37               | 242 300 135   | Communauté de communes     | 28. Dezember 1995  |
| Portes de la Creuse en Marche     | 16/16                        | 6.630                    | 345,30     | 19               | 200 041 556   | Communauté de communes     | 1. Januar 2014     |